# Torneo de Charleston 2009
El Torneo de Charleston 2009 o Family Circle Cup 2009 fue un evento de tenis profesional perteneciente a la Asociación Femenina de Tenistas (WTA) en la categoría Premier (desde el WTA Tour 2009 los torneos Tier I son denominados torneos Premier). Fue disputado en el Family Circle Tennis Center en Charleston, Carolina del Sur, Estados Unidos, desde el 13 al 19 de abril. Fue el segundo y el último evento de la temporada jugado en tierra batida verde. El premio total ofrecido por este torneo fue de $1 000 000, de los cuales $187 800 es el premio monetario de la campeona de individuales, $97 400 para la finalista de individuales y $41 100 para las campeonas de dobles.

## Cabezas de serie

### Individuales femeninos
| Tenista                    | Ranking | Preclasificada |
| Elena Dementieva           | 3       | 1              |
| Venus Williams             | 5       | 2              |
| Vera Zvonareva             | 6       | 3              |
| Nadia Petrova              | 10      | 4              |
| Caroline Wozniacki         | 12      | 5              |
| Marion Bartoli             | 13      | 6              |
| Dominika Cibulková         | 16      | 7              |
| Patty Schnyder             | 18      | 8              |
| Aleksandra Wozniak         | 35      | 9              |
| Peng Shuai                 | 36      | 10             |
| Alyona Bondarenko          | 37      | 11             |
| Bethanie Mattek-Sands      | 39      | 12             |
| Virginie Razzano           | 41      | 13             |
| Olga Govortsova            | 57      | 14             |
| Barbora Záhlavová-Strýcová | 60      | 15             |
| Sabine Lisicki             | 62      | 16             |

Notas
1. ↑  Rankings hasta la semana del 9 de abril de 2009.

## Campeonas

### Individuales
Sabine Lisicki venció a Caroline Wozniacki, 6–2, 6–4
- Fue el primer título WTA de la carrera de Lisicki.

### Dobles
Bethanie Mattek-Sands / Nadia Petrova vencieron a Līga Dekmeijere / Patty Schnyder, 6–7(5–7), 6–2, [11–9]